# Uroš Slokar
Uroš Slokar (* 14. Mai 1983 in Ljubljana, SFR Jugoslawien) ist ein slowenischer Basketballspieler. Der auf den Positionen Power Forward und Center einsetzbare Slokar ist seit 2015 für den spanischen Verein Baloncesto Sevilla aktiv.

## Vereinskarriere
Slokar begann seine Karriere bei KK Geoplin Slovan in Ljubljana, bevor er 2003 nach Italien zu Benetton Treviso wechselte. Anfang 2005 lieh der Verein, mit dem er 2004 Pokalsieger geworden war, ihn an Snaidero Cucine Udine aus, wo Slokar vermehrt Spielpraxis erhielt. Daraufhin kehrte er zu Treviso zurück und gewann 2006 die italienische Meisterschaft. Im Jahr zuvor von den Toronto Raptors im NBA Draft ausgewählt, wechselte er anschließend gemeinsam mit seinem Mannschaftskollegen Andrea Bargnani in die NBA, wo Slokar jedoch nur sporadisch zum Einsatz kam.
Von 2007 bis 2008 war er für den russischen Verein Triumph Ljuberzy aktiv, bevor Slokar wieder nach Italien wechselte. Seine Spielzeit bei Fortitudo Bologna endete jedoch mit dem Abstieg des Clubs aus der Lega Basket Serie A. Zunächst wieder in Ljubljana für KK Union Olimpija aktiv, gewann Slokar 2010 mit Montepaschi Siena das italienische Double aus Pokal und Meisterschaft, nachdem er im Februar des Jahres zu dem toskanischen Verein gewechselt war. Im Oktober 2011 unterschrieb Slokar einen Vertrag beim spanischen Vertreter Bàsquet Manresa, um zur folgenden Spielzeit wiederum nach Italien zu wechseln. Nach einem Jahr beim Hauptstadtclub Pallacanestro Virtus Roma war er für CB Gran Canaria wiederum in Spanien aktiv.
Aufgrund einer Verletzung von Neuzugang Leon Radošević nahm Alba Berlin Slokar 2013 für sechs Wochen unter Vertrag. Anschließend wechselte er zu CB Estudiantes nach Madrid, wo er zwei Jahre spielte.

## Nationalmannschaftskarriere
Slokar ist seit Jahren Bestandteil der slowenischen Basketballnationalmannschaft und nahm mit ihr an den Europameisterschaften 2005, 2007, 2009, 2011, 2015 sowie, als einer der Vertreter des Gastgeberlandes, 2013 teil. Auch bei den Weltmeisterschaften 2006, 2010 und Weltmeisterschaften 2014 war er für Slowenien aktiv.